# 4. СС полицијска оклопна гренадирска дивизија
4. СС полицијска панцергренадирска дивизија је била једна од 38 дивизија Вафен-СС-а током Другог светског рата.
Дивизија је формирана 1939. године као део СС полиције а пребачена је у Вафен-СС 1942. године. После низа разједињавања и уједињавања коначно је претворена у панцергренадирску дивизију. Предала се америчким снагама на крају рата.

## Команданти
- Генерал-потпуковник полиције Конрад Хичлер 	(1. сеп. 1940 - 8. сеп. 1940)
- СС Генерал-пуковник Карл фон Пфефер-Вилденбрух 	(8. сеп. 1940 - 10. нов. 1940)
- СС Генерал-потпуковник Артур Милверштат 	(10. нов. 1940 - 8. авг. 1941)
- СС Генерал-пуковник Валтер Кригер 	(8. авг. 1941 - 15. дец. 1941)
- Генерал полиције Алфред Виненберг 	(15. дец. 1941 - 17. апр. 1943)
- СС Генерал-мајор Фриц Фрајтаг 	(17. апр. 1943 - 1. јун 1943)
- СС Генерал-мајор Фриц Шмедес 	(1.јун 1943 - 18. авг. 1943)
- СС Генерал-мајор Фриц Фрајтаг 	(18. авг. 1943 - 20. окт. 1943)
- СС Бригадни генерал Фридрих-Вилхелм Бок 	(20. окт. 1943 - 19. апр. 1944)
- СС Генерал-мајор Јирген Вагнер 	(19. апр. 1944 - ? мај 1944)
- СС Бригадни генерал Фридрих-Вилхелм Бок 	(? мај 1944 - 7. мај 1944)
- СС Генерал-мајор Хеберт-Ернст Вал 	(7. мај. 1944 - 22. јул. 1944)
- СС пуковник Карл Шимерс 	(22. јул. 1944 - 16. авг. 1944)
- СС Бригадни генерал Хелмут Дерндер	(16. авг. 1944 - 22. авг. 1944)
- СС Генерал-мајор Фриц Шмедес 	(22. авг. 1944 - 27. нов. 1944)
- СС пуковник Валтер Харцер 	(27. нов. 1944 - 1. мар. 1945)
- СС пуковник Фриц Гелер 	(1. мар. 1945 - ? мар. 1945)
- СС пуковник Валтер Харцер 	(? мар. 1945 - 8. мај 1945)

## Подручје дејства
- Немачка 	(сеп. 1939. - мај 1940)
- Луксембург, Белгија и Француска 	(мај 1940. - јун 1941)
- Источни фронт, северни сектор 	(јун 1941. - мај 1943)
- Чехословачка и Пољска 	(мај 1943. - јан. 1944)
- Грчка 	(јан. 1944. - сеп. 1944)
- Југославија и Румунија 	(сеп. 1944. - окт. 1944)
- Мађарска 	(окт. 1944. - дец. 1944)
- Чехословачка и источна Немачка 	(дец. 1944. - мај 1945)

## Састав

#### 1939
- Полицијски пешадијски пук 1
- Полицијски пешадијски пук 2
- Полицијски пешадијски пук 3
- Полицијско антитенковско одељење
- Полицијски пионирски батаљон
- Моторизована чета
- Артиљеријски пук 300
- Одред за везу 300
- Логистичка чета 300

#### Касније
- СС панцергренадирски пук 7
- СС панцергренадирски пук 8
- СС Артиљеријски пук 4
- СС јуришни одред 4
- СС оклопни одре 4
- СС одељење ловаца на тенкове 4
- СС противавионско одељење 4
- СС одред за везу 4
- СС оклопно-извишачки одред 4
- СС пионирски батаљон 4
- СС Дина 4
- СС механичарски одред 4
- СС тренажни батаљон 4
- СС санитетски одред 4
- СС полицијско-ветеринарска чета 4
- СС ратноизвештачки курс 4
- СС пољско-жандармеријске трупе 4
- СС пољски батаљон 4

## Број војника
- јун 1941. 	17.347
- дец. 1942. 	13.399
- дец. 1943. 	16.081
- јун 1944. 	16.139
- дец. 1944. 	9.000